# 伊勢物語髄脳
伊勢物語髄脳（いせものがたりずいのう）は、『伊勢物語』の注釈書である。在原業平の子・滋春に仮託された秘伝書であるが、実際には南北朝時代から室町時代の成立であると考えられている。「『男女の和合の功徳』が『悟り』に直結する」という密教的理解に基づいて同物語を解釈する。

## 成立

### 背景
東洋世界においては古く仏典・儒典などに対する注釈が学問の多くの部分を占めたが、中世日本においてはこうした文脈下で、『日本書紀』『古今和歌集』『伊勢物語』『源氏物語』といった国文学のテキストについても注釈書をものすべき正典とみなされるようになった。また、この時期の学問は「家」または「流派」を通して継承されるものであり、諸派は競合する派閥に優越すべく、知識を秘匿化・あるいは神秘化する傾向を示した。
歌学についてもこうした傾向は同様であり、鎌倉時代後期以降、密教的な灌頂のシステムが和歌の伝授に取り入れられるようになった。和歌灌頂においては和歌の神である住吉大神および、和歌の祖である柿本人麻呂・在原業平が重視され、『伊勢物語髄脳』の成立についてもこうした文脈が影響しているといえる。

### 著者・成立年代について
『伊勢物語髄脳』には右近中将（写本によっては左近権中将とも）・在原朝臣滋春（在原業平の次男）による序文があるが、これは特に信用できるものではない。たとえば尾崎雅嘉『群書一覧』には、「これは在原滋春が作のよし、自序などにもしるして、ふるくつたはりたるやうに思はせたる中頃の偽書にして……」とある。
同書が偽書である以上、実際の成立時期については定かではないが、大津有一は同書の写本の一部に鎌倉時代成立の『水鏡』からの引用があることを指摘する。また、「伊弉諾伊弉冉等の末国の王と成て、今まで百王と成てある也」との記述は、同書が（100代天皇である後小松天皇が即位していた）南北朝時代の成立である可能性を示唆するものであるとも論じるが、これについては断定を避けている。片桐洋一は「『男女の和合の功徳』が『悟り』に直結する」という同書の内容が「多くの読者を持つ『伊勢物語』によって真言立川流を説こうとしている」として、同書の成立は文観の影響が大きかった建武以降、南北朝時代から室町時代ごろのことであろうと論じている。

## 内容
『伊勢物語』の「伊」は女性・「勢」は男性を意味し、万物は伊（女性＝陰）と勢（男性＝陽）の陰陽から構成されると論じる。また、陰陽の融合である男女の和合こそが人を救う唯一の道であり、『伊勢物語』とはこの理論を説くために在原業平が執筆したと論じたうえで、この理解に基づいて同物語の難解部分を解説する深秘7ヶ条を説く。さらに、歌語「ちはやふる」についての秘事を記し、後半部分には灌頂に関する文献をおさめる。こうした性質から、同書は一般の注釈書というよりも、伊勢灌頂（『伊勢物語』伝承にあたっての灌頂）にあたっての秘伝として伝えられたものであろうと考えられる。

### 構成
『伊勢物語髄脳』には複数の写本が存在するが、刈谷図書館蔵本に関していえばその構成は以下の通りである。

1. 書題
2. 総論
  1. 「伊勢の功徳」を知らせる意味
  2. 「伊勢」は和合を意味すること
  3. 義晴（滋春）が業平の悟りを知ること
  4. 「伊勢物語」が「和合」の物語であること

3. 〔業平が臨終の際に有常娘の極楽往生を約束したこと〕
4. 〔深秘第一、和合と悟り〕
5. 〔深秘第二、「悟りの人」が「迷へる女」と和合する意味〕
6. 〔深秘第三、迷ひの心と悟りの心が一体化する意味〕
7. 〔深秘第四、悟りの時、和合であるから「迷ひ」もない…業平と染殿内侍〕
8. 〔深秘第五、無相無念とは…業平の斎宮への歌、義晴（滋春）の業平葬儀の時の歌〕
9. 〔深秘第六、悟りの時、皆和合であるから善悪の区別はない〕
10. 〔深秘第七、住吉大明神を血脈の始めとすること〕
11. 〔「千葉破」ということ〕
  1. 「千葉破」の意味
  2. 「我心こそ神」であること
  3. 業平の悟りと神との関係
  4. 義晴（滋春）の悟り

12. 〔伊勢二門　極理灌頂撰　阿古根浦口伝〕
  1. 業平が住吉明神に重んじられたこと
  2. 業平が住吉明神より「阿古根浦口伝」を伝授されたこと
  3. 業平の返歌の意味
  4. 「伊勢」の意味
  5. 「秋津島」の起源と天神七代・地神五代
  6. 天神七代・地神五代とは
  7. 6項の地神五代に関する説への反論
  8. 「世継」に記された伊弉冊・伊弉諾
  9. 「朱雀院註」の伊弉諾・伊弉冊
  10. 斎宮の起源
  11. 結び―業平の恩

13. 〔識語〕

## 伝本・刊本

### 伝本
『国書総目録』は、『伊勢物語髄脳』の伝本の所在として国立国会図書館・内閣文庫・九州大学（『古今和哥集灌頂口伝』との合冊が1冊、『伊勢物語評註』の付として1冊）・名古屋大学附属図書館神宮皇学館文庫・刈谷図書館（安永4年・1775年写本）・神宮文庫（宮崎文庫蔵承応2年・1653年写本1冊、林崎文庫蔵天明3年・1783年写本1冊、「阿古根浦口伝」のみ1冊）・桃園文庫を記載する。また、大津により上野図書館蔵本、片桐により鉄心斎文庫（衣笠文庫旧蔵本1冊、奥書に弘安5年・1282年とあるもの1冊）・東北大学蔵本が紹介されている。また、『国書データベース』によれば、国文学研究資料館高乗勲文庫にも写本の所蔵がある。
これらの写本は、大津により2系統に分けられている。この2系統の写本は文章に異同があるが、最も大きな違いは「阿古根浦口伝」文中の地神五代の説明が簡潔であるか、そうでないかという点である。内閣文庫・上野図書館・神宮文庫（林崎文庫）・九州大学・東北大学・国会図書館蔵本には地神五代について「此五の物も又おの〳〵死する事なきによつて、がうして今かみをまとひてあれどもおの〳〵はなれて、火ははいにかへり、 水は水にかへり、土はつちにかへり、風はかぜにかへる時死するとは云なり。」とのみ記されているのに対して、鉄心斎文庫の2冊・神宮文庫（宮崎文庫）・刈谷図書館・桃園文庫蔵本においてはさらに本文が続き、奥書も記される。末尾部分が当初からあり、後に削られたものか、あるいは当初は存在せず、のちに補記されたものかについては、はっきりとはわからない。

### 刊本
1989年の片桐の編による『鉄心斎文庫伊勢物語古注釈叢刊』第2巻に、鉄心斎文庫蔵弘安五年奥書本が影印として刊行されている。また、片桐による神宮文庫蔵林崎文庫蔵本の翻刻が、1969年の『伊勢物語の研究 資料篇』に掲載される。また、吉沢義則編・1969年の『未刊国文古註釈大系』第8巻に刈谷図書館蔵本の翻刻が掲載されるが、これは神宮文庫・内閣文庫・帝国図書館蔵本からも参照した混合本文となっており、特定の写本からの厳密な翻刻ではない。飯塚恵理人らは1994年、刈谷図書館蔵本を翻刻し、神宮文庫蔵林崎文庫蔵本・鉄心斎文庫蔵弘安五年奥書本による校異を示した。また、2005年の『日本古典偽書叢刊』第1巻にも、伊藤聡・小川豊生による翻刻が掲載される。また、スーザン・ブレークリー・クラインにより、1998年に英訳が刊行されている。